# Petit-Auverné
Petit-Auverné (bretonsko Arwerneg-Vihan) je naselje in občina v francoskem departmaju Loire-Atlantique regije Loire. Leta 2013 je naselje imelo 425 prebivalcev.

## Geografija
Kraj leži v pokrajini Bretaniji ob reki Don, 48 km severovzhodno od Nantesa.

## Uprava
Občina Petit-Auverné skupaj s sosednjimi občinami La Chapelle-Glain, Châteaubriant, Erbray, Fercé, Grand-Auverné, Issé, Juigné-des-Moutiers, Louisfert, La Meilleraye-de-Bretagne, Moisdon-la-Rivière, Noyal-sur-Brutz, Rougé, Ruffigné, Saint-Aubin-des-Châteaux, Saint-Julien-de-Vouvantes, Soudan, Soulvache  in Villepot sestavlja kanton Châteaubriant; slednji se nahaja v okrožju Châteaubriant.

## Zanimivosti
- neolitski dolmen Couronne Blanche,
- neoromanska cerkev sv. Sulpicija iz sredine 19. stoletja.